# Парацетамол
Парацетамолът (Paracetamol) е нестероидно обезболяващо и температуропонижаващо средство. Има много слабо противъзпалително действие. Фармакологично представлява COX-2 инхибитор.
Химическо название: 4-хидроксиацетанилид

## Показания
Висока температура, болков синдром с екстеро- и проприорецептивен характер. При главоболие, мигрена, зъбобол, мускулни болки.
Начален стадий на грип.

## Фармакокинетика
Добре се резорбира перорално (през устата). 25% се свързва с плазмените протеини (албумин). Привиден обем на разпределение Vd около 1,03 литра/килограм. Плазмен полуживот t 1/2 = 1,5 - 2 часа. Paracetamol е активен метаболит на фенацетина. Метаболизира се основно в черния дроб, като 2-5% от приетата доза се екскретира непроменена в урината. Ексретира се главно чрез гломерулна филтрация в бъбреците, със значителна тубулна реабсорбция.

## Фармакодинамика
Притежава добре изразен аналгетичен и антипиретичен ефект и малък, практически неизползваем противовъзпалителен ефект.

## Нежелани лекарствени реакции
Реакции на свръхчувствителност; хепатотоксичност във високи дози и продължително лечение. Възможни кожни реакции, чернодробни и бъбречни увреждания.

## Лекарствени взаимодействия
Засилва ефекта на кумариновите коагуланти (напр. Ацетокумарин- SintromR). При комбиниране с аминофеназон (Amidophen — този препарат не се произвежда вече), се усилват фармакологичните, но и токсичните ефекти. Ефектът му се намалява от барбитурати и карбамазепин (Carbamazepin, Finlepsin, Neurotop, Stazepine, Tegretol), но се повишава рискът от чернодробно увреждане. Усилва се токсичността при едновременна употреба на алкохол.

## Противопоказания
Свръхчувствителност (алергия) към Paracetamol. При бъбречни и чернодробни заболявания лечението се провежда под лекарски контрол.

## Дозов режим
При възрастни в доза 250-500 mg перорално 3-4 пъти на ден (максимална дневна доза: 2000 mg) за не повече от 10 дни последователно. При деца: 15 mg/килограм телесно тегло еднократно.
Таблица за дозиране на Panadol Baby сироп
| Телесно тегло | Възраст  | Милилитра от сиропа |
| ------------- | -------- | ------------------- |
| 4-6 kg        | 2 мес    | 2,5 ml              |
| 6-8 kg        | 3-6 мес  | 4 ml                |
| 8-10 kg       | 6-12 мес | 5 ml                |
| 10-13 kg      | 1-2 год  | 7 ml                |
| 13-15 kg      | 2-3 год  | 9 ml                |
| 15-21 kg      | 3-6 год  | 10 ml               |
| 21-29 kg      | 6-9 год  | 14 ml *             |
| 29-42 kg      | 9-12 год | 20 ml *             |

* или 1/2 до 1 цяла таблетка Panadol Soluble еферв. табл или Padadol табл

## Достъп до пациента
Свободен, отпуска се във всяка аптека.

## Синоними
Fludrex, Apap, Daleron, Gripex, Medipyrin, Perfalgan, Rapidol, Saridon, Panadol, Panadol Solube, Acetophen, Acetaminophen, Parol, Biocetamol, Calpol, Dafalgan, Efferalgan, Gripostad, Parol, Sanidol, Topamol, Triacetin, Tylenol, Tylol, Fervex, Coldrex, Tonypirin, Paracetamol, Depon и други.